# Mann ohne Gedächtnis
Pour plus de détails, voir Fiche technique et Distribution.
Mann ohne Gedächtnis (littéralement « homme sans mémoire ») est un film suisse réalisé par Kurt Gloor, sorti en 1984.

## Fiche technique
- Titre : Mann ohne Gedächtnis
- Réalisation : Kurt Gloor
- Scénario : Kurt Gloor
- Musique : Jonas C. Haefeli
- Photographie : Franz Rath
- Montage : Helena Gerber
- Production : Kurt Gloor
- Société de production : Kurt Gloor Filmproduktion, Société suisse de radiodiffusion et télévision et ZDF
- Pays :  Suisse et  Allemagne de l'Ouest
- Genre : Drame
- Durée : 90 minutes
- Dates de sortie : 
  -  Allemagne de l'Ouest : 5 octobre 1984 (Berlinale)

## Distribution
- Michael König : l'inconnu
- Lisi Mangold : Lisa Brunner
- Hannelore Elsner : Dr. Essner
- Siegfried Kernen : Dr. Huber
- Esther Christinat : sœur Mehret
- László I. Kish : l'infirmier Jonas
- Ursula Andermatt : la patiente Corina
- Rudolf Bissegger : Dr. Schellbert
- Uli Eichenberger : l'infirmier Hauri
- Tina Engel : Mme. Schroeder
- Hans Gaugler : Signor Rosi
- Margot Gödrös : l'ange Gabriel
- Monika Koch : Mme. Schaub
- Bettina Lindtberg : Mme. Schläpfer
- Andreas Löffel : le patient René
- René Peyer : le patient Ruedi

## Distinctions
Le film a été présenté en sélection officielle en compétition lors de Berlinale 1984.